# Slaget ved Detern
Slaget ved Detern (tysk: Schlacht von Detern) den 27. september 1426 markerede forspillet til det østfrisiske oprør mod tom Brok-familien i Østfrisland.
I løbet af slaget besejrede en østfrisisk bondearme under Focko Ukena og Sibet af Rüstringen Oldenborgs tropper, der blev indkaldt af høvdingen Ocko II tom Brok for at hjælpe ham, ærkebiskoppen af Bremen og greverne af Hoya, Diepholz og Tecklenburg, som havde belejret Detern. Focko Ukena - en tidligere håndlangere for Ocko - knuste den kombinerede Bremen-Oldenburg kavaleristyrke efter, at grev Dietrich af Oldenburg svigtede sine allierede under slaget. Grev Johann von Rietberg, den anden søn af Otto II af Rietberg og Conrad X af Diepholz faldt under kampen og ærkebiskop Nicholas af Oldenburg-Delmenhorst blev fanget men atter frigivet efter forhandlinger med Bremens byråd.